# Гелориды
Гелориды (лат. Heloridae) — семейство паразитических наездников надсемейства Proctotrupoidea подотряда стебельчатобрюхие отряда перепончатокрылые насекомые.

## Описание
Мелкие наездники (длина 4—7 мм) чёрного цвета. Крылья с редуцированным жилкованием и треугольной медиальной ячейкой (1mcu). Усики 16-члениковые. Коготки гребенчатые. Брюшко со стебельком. У рода Helorus жилка 1Rs+M развита, жилка 1-Rs отсутствует, есть вытянутый первый метасомальный сегмент, тергиты 2—4 слиты в синтергит.

## Биология
Паразиты личинок сетчатокрылых насекомых (Neuroptera: Chrysopidae: Chrysopa).

## Распространение
Почти космополитное. 4 вида в Европе, 2 — в Неарктике, 2 — в Африке, 1 — в Неотропике, 3 — в Юго-восточной Азии и Австралии.

## Палеонтология
В ископаемом состоянии известны из следующих эпох и стран: олигоцен Германии, эоцен Канады (Британская Колумбия), меловой период Китая, Монголии и России, юрский период Китая и Казахстана.
Древнейшая находка семейства происходит из средней юры Китая. Также представители Heloridae были найдены в раннемеловых отложениях КНДР.

## Классификация
Мировая современная фауна включает 1 род и 13 видов, в Палеарктике — 1 род и около 6 видов. Фауна России включает 1 род и 3 вида наездников этого семейства.
Кроме 1 современного рода известно несколько ископаемых таксонов.
- Helorinae
  - Helorus Latreille, 1802 (в Европе 4 вида)
- †Mesohelorinae Rasnitsyn, 1990
  - †Archaeohelorus (Archaeohelorus hoi)[6]
  - †Mesohelorus Martynov, 1925
- †Protohelorinae Rasnitsyn, 1980 (=†Mesohelorinae Rasnitsyn, 1990)[9]
  - †Bellohelorus Li et al., 2017[10]
  - †Conohelorus Rasnitsyn, 1990[11]
  - †Gurvanhelorus Rasnitsyn, 1986[12]
  - †Laiyanghelorus Zhang, 1992
  - †Liaoropronia Zhang and Zhang, 2001
  - †Novhelorus Li et al., 2017
  - †Obconohelorus Rasnitsyn, 1990
  - †Protocyrtus Rohdendorf, 1938
  - †Protohelorus Kozlov, 1968
  - †Sinohelorus Shi et al., 2013
  - †Sinuijuhelorus Jon et al., 2019
  - †Spherogaster Zhang and Zhang, 2001

## Обычные виды
- Helorus anomalipennis (Panzer, 1798) — Палеарктика, Северная Америка
- Helorus ruficornis Förster, 1856 — Палеарктика, Северная Америка, Африка
- Helorus striolatus Cameron, 1906 — Палеарктика